# 定留インターチェンジ
定留インターチェンジ（さだのみインターチェンジ）は、大分県中津市にある中津日田道路のインターチェンジである。

## 道路
- 中津日田道路（1番）
- 接続する道路 : 大分県道23号中津高田線、臨港道路中津港線

## 隣
中津日田道路
(1) 定留IC - (2) 犬丸IC

## 最寄りの施設
- 中津港
- 中津グリーンプラザ
- ダイハツ九州
- 小祝漁港